# Гинован
Гинован (яп. 宜野湾市 Гинован-си) — город в Японии, находящийся в префектуре Окинава. Площадь города составляет 19,70 км², население — 93 881 человек (1 августа 2014), плотность населения — 4765,53 чел./км².

## Географическое положение
Город расположен на острове Окинава в префектуре Окинава региона Кюсю. С ним граничат город Урасоэ, посёлки Тятан, Нисихара и сёла Китанакагусуку, Накагусуку.

## Население
Население города составляет 93 881 человек (1 августа 2014), а плотность — 4765,53 чел./км². Изменение численности населения с 1980 по 2005 годы:
| 1980 | 62 549 чел. |  |
| 1985 | 69 206 чел. |  |
| 1990 | 75 905 чел. |  |
| 1995 | 82 862 чел. |  |
| 2000 | 86 744 чел. |  |
| 2005 | 89 769 чел. |  |

## Символика
Цветком города считается хризантема.